# Фролов Олександр Матвійович
Олекса́ндр Матві́йович Фроло́в (6 вересня 1870, Царське Село — 15 липня 1964), спеціаліст у галузі будівельної техніки і гідравліки; дійсний член АН УРСР (з 1939). 
У 1894 році закінчив Інститут інженерів шляхів. З 1911 року викладав у цьому інституті. 
Наукові праці присвячені будівництву залізниць і гідротехнічних споруд.